# Hymenochlaena
Hymenochlaena là chi thực vật có hoa trong họ Acanthaceae.